# Psychoda cochlearia
Psychoda cochlearia är en tvåvingeart som beskrevs av Satchell 1950. Psychoda cochlearia ingår i släktet Psychoda och familjen fjärilsmyggor. Inga underarter finns listade i Catalogue of Life.